# Dmytro Grishko
Dmytro Grishko (en ucraniano:Гришко Дмитро Сергійович; Jórlivka, 2 de febrero de 1985) es un exfutbolista ucraniano que jugaba de defensa.

## Carrera
Inició su carrera en las categorías juveniles del Spartak Jorlivka y Shajtar Donetsk y en la temporada 2004-05 a los 19 años debutó como profesional en el Chornomorets Odessa club en el que jugó 6 temporadas (en la temporada 2006-07, jugó en el segundo equipo), en la temporada 2007-08 jugó con este club la Copa Intertoto. Desde la temporada 2011-12 juega en el Olimpik Donetsk, aunque en la 2017-18 la pasó en el F. C. SKA-Jabarovsk.
En enero de 2021, siendo jugador del F. C. Olimpik Donetsk, anunció su retirada y se unió al cuerpo técnico del club.

## Estadísticas

### Clubes
Actualizado el 18 de mayo de 2014.
| Club                                | Temporada           | Liga | Liga | Copa nacional | Copa nacional | Copa internacional | Copa internacional | Total | Total | Prom. · |
| Club                                | Temporada           | PJ   | G    | PJ            | G             | PJ                 | G                  | PJ    | G     | Prom. · |
| ----------------------------------- | ------------------- | ---- | ---- | ------------- | ------------- | ------------------ | ------------------ | ----- | ----- | ------- |
| F. C. Chernomorets Odessa · Ucrania | 2004-05             | 2    | 0    | 0             | 0             | 0                  | 0                  | 2     | 0     | 0,00    |
| F. C. Chernomorets Odessa · Ucrania | 2005-06             | 17   | 0    | 0             | 0             | 0                  | 0                  | 17    | 0     | 0,00    |
| F. C. Chernomorets Odessa · Ucrania | 2007-08             | 18   | 2    | 1             | 0             | 4                  | 1                  | 23    | 3     | 0,13    |
| F. C. Chernomorets Odessa · Ucrania | 2008-09             | 25   | 0    | 1             | 0             | 0                  | 0                  | 26    | 0     | 0,00    |
| F. C. Chernomorets Odessa · Ucrania | 2009-10             | 28   | 1    | 1             | 0             | 0                  | 0                  | 29    | 1     | 0,03    |
| F. C. Chernomorets Odessa · Ucrania | 2010-11             | 19   | 0    | 2             | 0             | 0                  | 0                  | 21    | 0     | 0,00    |
| F. C. Chernomorets Odessa · Ucrania | Total               | 109  | 3    | 5             | 0             | 4                  | 1                  | 118   | 4     | 0,00    |
| F. C. Olimpik Donetsk · Ucrania     | 2011-12             | 19   | 0    | 0             | 0             | 0                  | 0                  | 19    | 0     | 0,00    |
| F. C. Olimpik Donetsk · Ucrania     | 2012-13             | 11   | 1    | 1             | 0             | 0                  | 0                  | 12    | 1     | 0,08    |
| F. C. Olimpik Donetsk · Ucrania     | 2013-14             | 23   | 2    | 1             | 0             | 0                  | 0                  | 24    | 2     | 0,08    |
| F. C. Olimpik Donetsk · Ucrania     | Total               | 53   | 3    | 2             | 0             | 0                  | 0                  | 55    | 3     | 0,05    |
| Total en su carrera                 | Total en su carrera | 162  | 6    | 7             | 0             | 4                  | 1                  | 173   | 7     | 0,04    |

### Selecciones
Actualizado el 18 de mayo de 2014.
| Club                | Temporada           | Europa | Europa | Mundial | Mundial | Amistosos | Amistosos | Total | Total | Prom. · |
| Club                | Temporada           | PJ     | G      | PJ      | G       | PJ        | G         | PJ    | G     | Prom. · |
| ------------------- | ------------------- | ------ | ------ | ------- | ------- | --------- | --------- | ----- | ----- | ------- |
| Sub-21 · Ucrania    | 2004-05             | 1      | 0      | 0       | 0       | 0         | 0         | 1     | 0     | 0,00    |
| Sub-21 · Ucrania    | Total               | 1      | 0      | 0       | 0       | 0         | 0         | 1     | 0     | 0,00    |
| Total en su carrera | Total en su carrera | 1      | 0      | 0       | 0       | 0         | 0         | 1     | 0     | 0,00    |

## Palmarés
| Título      | Equipo                    | País    | Año  |
| ----------- | ------------------------- | ------- | ---- |
| Persha Liha | F. C. Chernomorets Odessa | Ucrania | 2011 |